# Aldo Finzi
Pour les articles homonymes, voir Finzi.
Aldo Finzi (Milan, 4 février 1897 - 7 février 1945) était un compositeur italien de musique classique.

## Biographie
Aldo Finzi naît d’une vieille famille juive originaire de Mantoue chez qui l’amour de la musique est une tradition (une tante d’Aldo Finzi, sœur du père, fut un célèbre soprano : Giuseppina Finzi-Magrini).
Après les études classiques au lycée Parini de Milan, il obtint sa maîtrise en droit à l’université de Pavie ; en même temps, il recevait son diplôme de compositeur, en candidat libre, à l’Académie nationale Sainte-Cécile (Accademia Nazionale di Santa Cecilia) de Rome.
Il eut très vite du succès et devint célèbre parmi les jeunes musiciens italiens : œuvres lyriques, musique de chambre, musique symphonique, une œuvre comique La serenata al vento, une œuvre dramatique inspirée par la persécution antisémite « Shylok », inachevée, figurent au nombre de ses compositions.
À l’âge de 24 ans, il était devenu l’un des auteurs dont Ricordi publiait les œuvres, après avoir eu auparavant Fantuzzi et Sonzogno comme éditeurs.
Dans le catalogue Ricordi de 1931, parmi ses œuvres sont cités : « Il chiostro » (Le Cloître) pour voix féminines et orchestre, les poèmes symphoniques « Cirano di Bergerac » (Cyrano de Bergerac), signalé dans un concours dont le jury comprenait Arturo Toscanini et Ildebrando Pizzetti, et « Inni alla notte » (Hymnes à la nuit), une « Sonata per violino » (Sonate pour violon), un « Quartetto per archi » (Quartetto pour instruments à cordes), plusieurs œuvres lyriques (Barque d’or, Serenata-Sérénade), et une comédie joyeuse en trois actes, « La serenata al vento » (La sérénade au vent) justement.
Parmi les œuvres les plus importantes des années suivantes, nous pouvons citer « L’infinito » (L’infini), un poème symphonique de 1933, « Interludio » (Interlude), concert pour piano et orchestre de 1934, Numquam (Jamais), poème symphonique pour piano de 1937.
En 1937, La Scala (Teatro alla Scala) ouvre un concours pour une nouvelle œuvre devant être exécutée la saison suivante : Finzi y participa avec « La serenata al vento » ; l’un des membres du jury, Riccardo Pick-Mangiagalli, confidentiellement, s’approcha du jeune collègue pour lui révéler à l’avance la victoire remportée. Mais l’annonce officielle, attendue pour le printemps 1938, n’arriva jamais.
La désillusion d’Aldo Finzi fut profonde : il se mit à affirmer que la décision du jury, à lui favorable, n’avait pu être bloquée que par un veto du gouvernement, ce qui signifiait l’imminence d’une campagne raciale en Italie aussi.
Il fut malheureusement prophète : les lois raciales arrivèrent quelques mois plus tard : il fut privé de son droit de faire exécuter ses musiques ; mais la veine artistique ne se tarit pas. En 1939, il écrit un poème symphonique, auquel une sœur de Finzi, qui lui survécut, donna un titre tiré d’un vers de Dante : « Come all’ultimo suo ciascun artista » (Comme pour tout artiste en son dernier) ; en 1940, il composa « Danza » (Danse), concert pour deux pianos, saxophones et orchestre ; en 1942, « Shylok », opéra dramatique sur livret de Rossato (l’auteur voulait centrer l’action sur la plainte faite par Shylok contre les persécutions dont son peuple est victime). Seul le premier acte fut mis en musique : Finzi écrivit ensuite lui-même le texte rythmique des deux autres actes, qu’il n’eut pas le temps de mettre en musique.
Pour vivre, il fut contraint de travailler dans l’anonymat ou sous le nom d’autres personnes : la traduction rythmique des Béatitudes de César Franck en italien, qui circule sous un autre nom, est de lui.
En 1944, il écrivit Preludio e fuga per organo (Prélude et fugue pour orgue), composé pendant l’occupation nazi de Turin, où l’auteur s’était réfugié. À la suite d’une dénonciation, les SS italiens se rendirent dans l’habitation où le fils était caché pour chercher le Maestro Aldo Finzi, caché ailleurs ; pour éviter la perquisition de l’habitation et la capture du fils, le maître se livra spontanément aux SS. Les SS italiens étaient corruptibles et, achetés, ils relâchèrent Aldo Finzi.
Entre 1944 et 1945, il composa le Salmo per coro e orchestra (Psaume pour chœur et orchestre), pour remercier le Seigneur du salut obtenu pour son fils et pour lui-même, et pour exprimer la certitude de la protection divine ; tout le psaume glorifie la bonté du Seigneur.
Il meurt le 7 février 1945 et, de même qu'il avait dû travailler sous un faux nom, il fut inhumé sous ce faux nom. Sa femme dut attendre l'après-guerre et la fin d'un procès pour faux en écritures… pour que sa dépouille rejoigne enfin le caveau familial du cimetière monumental de Milan.